# Ак-Сай (Болот Мамбетовский аильный округ)
Ак-Сай (кирг. Ак-Сай) — село в Тонском районе Иссык-Кульской области Кыргызстана. Входит в состав Болот Мамбетовского аильного округа. Код СОАТЕ — 41702 220 808 02 0.

## Население
По данным переписи 2009 года, в селе проживало 1910 человек.